# De gefrustreerde automobilist
De gefrustreerde automobilist is een Nederlandstalige single van de Belgische band Belgian Asociality uit 1995.
De single bevatte zes nummers, te weten:
1. De gefrustreerde automobilist (3:11)
2. Morregen (1:43)
3. Kriep kriep (2:36)
4. Ehba (3:39)
5. Smellie Nellie (2:38)
6. Maak zelf uw B.A. track (4:21)

Het liedje De gefrustreerde automobilist verscheen ook op het album Adenosine Trifosfaat Preparaat uit 1995.

## Meewerkende artiesten
- Wouter Van Belle (producer)
- Chris Ruffo (drums)
- Mark Vosté (zang)
- Patrick Van Looy (gitaar)
- Tom Lumbeeck (basgitaar)